# Jedenastka Marzeń
Jedenastka Marzeń (jap. ゴールFH) – japoński serial anime wyprodukowany w 1994 roku przez Image K - NHK2 - Dog Fight w reżyserii Masakazu Higuchi, Shin’ichi Watanabe i Akiry Kiyomizu. W Polsce emitowany był na kanałach Smyk i Polsat 2 (bez openingu i endingu).

## Fabuła
Akcja serialu anime rozgrywa się w Brazylii w roku 1994. Na treningu młodzieżowej drużyny piłki nożnej pojawia się Zinho, któremu podoba się gra szesnastoletniego syna Japończyka i Brazylijki – Hikaru. Niestety, na skutek nieporozumień z trenerem, Hikaru zostaje usunięty z zespołu i wyjeżdża na zawsze do Japonii, by kontynuować sportową karierę.